# 17832 Пітман
17832 Пітман (17832 Pitman) — астероїд головного поясу, відкритий 20 квітня 1998 року.
Тіссеранів параметр щодо Юпітера — 3,282.